# Àcid (5Z)-tetradec-5-enoic
L'àcid (5Z)-tetradec-5-enoic, de nom comú àcid fisetèric, és un àcid carboxílic monoinsaturat de cadena lineal amb catorze àtoms de carboni, la qual fórmula molecular és {\displaystyle {\ce {C14H26O2}}}. En bioquímica és considerat un àcid gras ω-9, ja que té el doble enllaç C=C situat entre el carboni 9 i el 10 començant per l'extrem oposat al grup carboxil, i se simbolitza per C14:1.

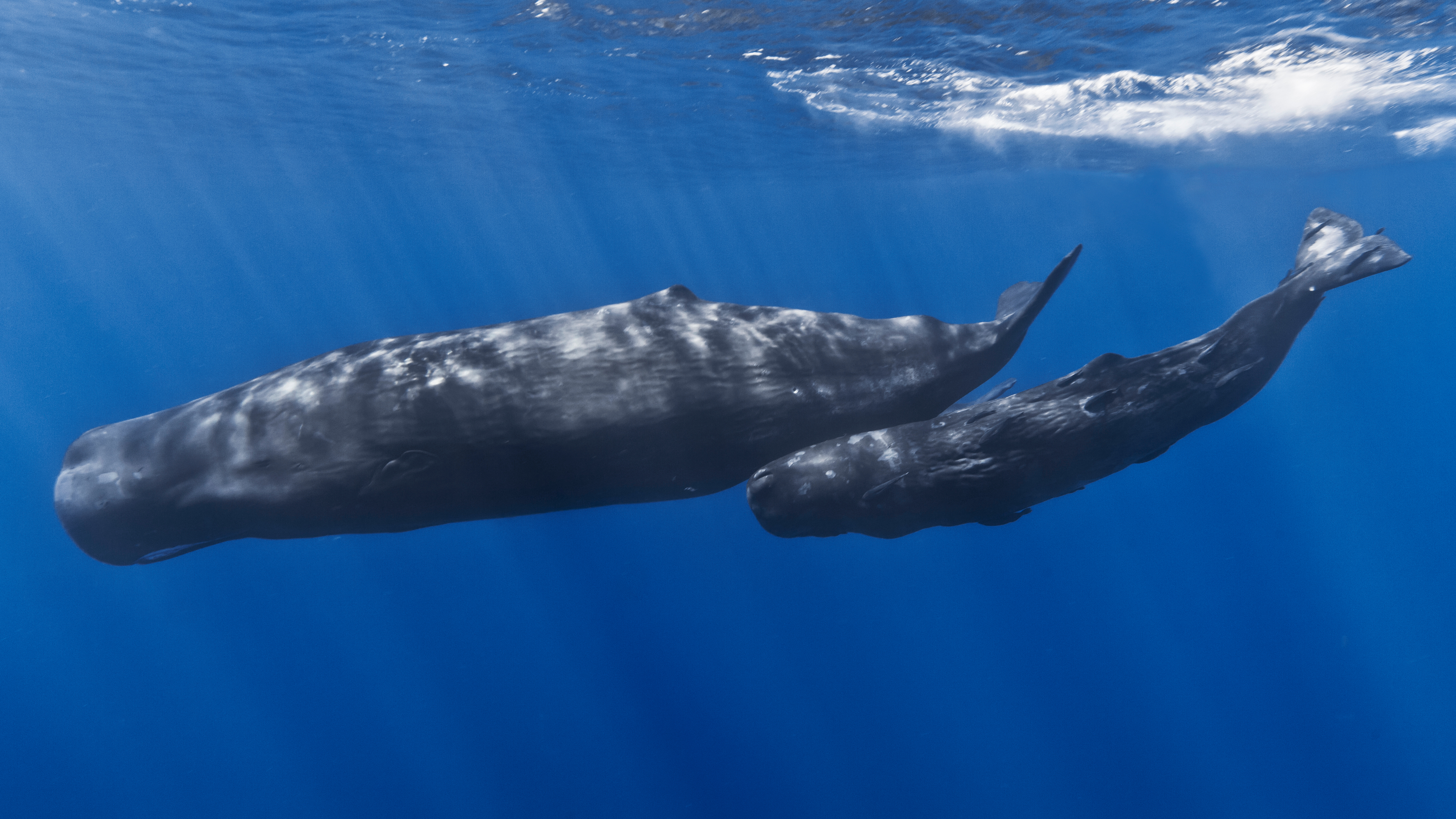
Mare i cria de catxalots

És un compost que és sòlid a baixes temperatures i fon a 20 °C. A només 15 mm Hg bull entre 190 °C i 195 °C. La seva densitat entre 4 °C i 20 °C, això és en estat sòlid, val 0,9046 g/cm³ i el seu índex de refracció a 20 °C és 1,4552. És insoluble en aigua i soluble en benzè, dietilèter i èter de petroli.
Fou descobert en l'oli del catxalot i del dofí pel científic japonès M.Tsujimoto el 1923 que l'anomenà àcid fisetèric a partir del nom científic del catxalot, Physeter macrocephalus. El 1935 fou aïllat de l'oli de sardines japoneses i de l'oli de cap d'olla negre pels científics japonesos Y. Toyama i T. Tsuchiya.